# Маринет (Висконсин)
Маринет (енгл. Marinette) град је у америчкој савезној држави Висконсин.

## Демографија
По попису из 2010. године број становника је 10.968, што је 781 (-6,6%) становника мање него 2000. године.
| Група             | 2000.          | 2010.          |
| Белци             | 11.374 (96,8%) | 10.548 (96,2%) |
| Афроамериканци    | 44 (0,4%)      | 32 (0,3%)      |
| Азијати           | 41 (0,3%)      | 60 (0,5%)      |
| Хиспаноамериканци | 123 (1,0%)     | 149 (1,4%)     |
| Укупно            | 11.749         | 10.968         |